# Мария д’Ангиен
Вижте пояснителната страница за други личности с името Мария.
Мария д’Ангиен (на италиански: Maria d'Enghien; 1367 – 9 май 1446) е графиня на Лече и чрез първия си брак херцогиня на Беневенто и принцеса на Таранто. Чрез втория си брак с неаполитанкия крал Ладислав Анжуйски е кралица на Неапол, титулярна кралица на Сицилия, Йерусалим и Унгария (1406 – 1414).

## Произход
Мария д'Ангиен е дъщеря на Жан д'Ангиен, граф на Кастро, и на Бианка дел Балцо. По бащина линия е внучка на Изабел дьо Бриен, графиня на Лече, и на съпруга ѝ Валтер д'Ангиен. През 1365 г.

## Графиня на Лече
Изабела дьо Бриен наследява брат си Валтер VI дьо Бриен, който умира в битката при Поатие, без да остави свои наследници. От него Изабела наследява обширни владения, като Графство Лече и Бриен, както и титлата Херцогиня на Атина.
Още приживе Изабела дьо Бриен поделя владенията между децата си, при което бащата на Мария получава графствата Лече и Кастро. Той обаче умира през 1380 г. и е наследен от малолетния си син Пиер (Петър). Пиер д'Ангиен умира бездетен през 1384 г., след което титлите и владенията му са наследени от Мария д'Ангиен и първия ѝ съпруг Раймондо Орсини дел Балцо, за когото Мария се омъжва в Таранто през същата година. От брака им се раждат четири деца:
- Мария Орсини дел Балцо († сл. 1410), омъжена за Антонио Акуавива, вторият херцог на Атри
- Катерина Орсини дел Балцо, също наричана „Катерина от Таранто“, омъжена за рицаря Бартоломео (Тристан дьо Клермон) (1380 – ок.  1432)
- Джовани Антонио Орсини дел Балцо (1386 – 1463), княз на Таранто, херцог на Бари, граф на Лече, Ачера, Солето, Конверсано
- Габриеле Орсини дел Балцо († 1453), граф на Удженто и Веноза, женен за Мария/Джована Карачоло дел Соле от Дом Мелфи.

През 1399 г. съпругът на Мария получава от неаполитанския крал Ладислав управлението на Княжество Таранто и става най-едрият феодал в кралството.

## Неаполитанска кралица
През 1405 г. Раймондо застава на страната на френския претендент за неаполитанската корона – Луи II Анжуйски, и вдига метеж срещу Ладислав Анжийски. Раймондо обаче умира внезапно на 17 януари 1406 г. В този момент Мария решава да продължи борбата и укрива смъртта на съпруга си до март 1406 г. Междувременно тя се мести с четирите си невръстни деца от Лече, където живеела през по-голямата част от брака си с Раймондо, в добре укрепения Таранто. В Таранто Мария д'Ангиен се подготвя за продължителна обсада. Тя привлича на своя страна група наемници, предвождани от Франческо Орсини – племенник на покойния ѝ съпруг, и установява контакти с други противници на краля – Сигизмунд Люксембургски и Мартин Сицилиански, който дори ѝ изпраща помощ от три галери с каталунски наемници.
През февруари войските на Ладислав Анжуйски нахлуват в Пулия и на 14 февруари обсаждат Таранто. Обсадата се проточва два месеца, което принуждава неаполитанците в крайна сметка да отстъпят. На 28 юли 1406 г. крал Ладислав сключва примирие с друг от бившите поддръжници на Раймондо – папа Инокентий VII, което принуждава Мария д'Ангиен да търси подкрепа от единствения човек, на когото можело да разчита в тази ситуация – Луи II Анжуйски. Мария сключва договор с представители на Луи, според който той се задължавал да омъжи дъщеря си за сина на Мария Джовани Антонио и да нахлуе с войски в Неапол през 1407 г. През декември 1406 г. Луи дори изпраща в помощ на Мария три галери с 600 бретонци, но те претърпават корабокрушение по време на буря, при което повечето от хората загиват.
През март 1407 г. войските на крал Ладислав отново се отправят на поход в Пулия и на 16 април обсаждат Таранто за втори път. Поставена в безизходна ситуация, Мария д'Ангиен се съгласява да преговаря. Преговорите приключват на 23 април със сключването на брак между Мария д'Ангиен и Ладислав Анжуйски. Благодарение на този брак към кралския домен на Ладислав биват присъединени Княжество Таранто, Графство Лече и Солето. На 24 май Мария и децата ѝ напускат Таранто и се отправят към Неапол, където са държани в замъка Кастелонуово до смъртта на Ладислав.
След смъртта на крал Ладислав Мария д'Ангиен и децата ѝ вече официално са поставени под стража от новата неаполитанска кралица Джована II, която вижда в лицето на снаха си и децата ѝ опасни съперници. През 1415 г. новият съпруг на кралицата Жак дьо Ла Марш урежда брак между сина си Тристан дьо Клермон и дъщерята на Мария Катерина, след което към края на 1415 или началото на 1416 г. Мария д'Ангиен е пусната на свобода. Синовете ѝ обаче са освободени едва през 1418 г., след което получават обратно владенията си, с изключение на Таранто, който бил предаден във владение на Жак дьо Ла Марш. През 1419 г. обаче Жак вдига метеж срещу кралицата, а войските на Мария д'Ангиен и сина ѝ Джовани Антонио го обсаждат в Таранто и го принуждават да се предаде. Срещу откуп от 20 хил. дуката Жак дьо Ла Марш преотстъпва Княжество Таранто на Джовани Антонио.
След тези събития Мария д'Ангиен окончателно се оттегля от политиката и прекарва остатъка от живота си в Лече, занимавайки се с делата на графството. Там тя умира на 19 май 1446 г. и е погребана в църквата „Санта Кроче“.